# Študlov (Zlíni járás)
Študlov település Csehországban, Zlíni járásban. Študlov Horní Lideč, Nedašova Lhota, Střelná és Valašské Příkazy településekkel határos. Lakosainak száma 498 fő (2024. január 1.).
2021. január 1-jétől a Vsetíni járásból átkerült a Zlíni járásba.

## Népesség
A település lakosságának változását az alábbi diagram mutatja:
| Lakosok száma | 522  | 564  | 603  | 572  | 601  | 518  | 504  | 502  | 495  | 498  |
|               | 1869 | 1890 | 1921 | 1950 | 1980 | 2001 | 2017 | 2019 | 2022 | 2024 |